# Bronte Barratt
Pour les articles homonymes, voir Barratt.
Bronte Amelia Arnold Barratt, née le 8 février 1989 à Brisbane, est une nageuse australienne spécialiste des épreuves de demi-fond en nage libre (200 et 400 m).
Révélée au niveau international par une médaille d'argent planétaire en grand bassin en 2005 à Montréal, elle fait ensuite partie intégrante du relais australien 4 × 200 m nage libre, régulièrement médaillé dans les grands rendez-vous. C'est en son sein qu'elle remporte en 2008, à Pékin, le titre olympique.

## Biographie
Elle est championne olympique aux JO 2008 du 4 × 200 mètres nage libre en 7 min 44 s 31, record du monde.
Quatre ans plus tard, aux JO 2012, elle remporte le bronze sur 200 mètres nage libre (1 min 55 s 81), et l'argent sur 4 × 200 mètres nage libre (7 min 44 s 41).

## Palmarès

### Jeux olympiques
| Épreuve              | Édition          | Édition              | Édition              |
| Épreuve              | Pékin 2008       | Londres 2012         | Rio de Janeiro 2016  |
| 200 m nage libre     | 7e 1 min 57 s 83 | Bronze 1 min 55 s 81 | 5e 1 min 55 s 25     |
| 400 m nage libre     | 7e 4 min 5 s 05  | 12e 4 min 7 s 99     | -                    |
| 4 × 200 m nage libre | Or 7 min 44 s 31 | Argent 7 min 44 s 41 | Argent 7 min 44 s 87 |

### Championnats du monde
| Épreuve              | Édition              | Édition                                  | Édition                            | Édition                           | Édition                                  | Édition                 |
| Épreuve              | Montréal 2005        | Melbourne 2007                           | Rome 2009                          | Shanghai 2011                     | Barcelone 2013                           | Kazan 2015              |
| 200 m nage libre     | —                    | 10e temps des demi-finales 1 min 59 s 12 | —                                  | 5e 1 min 56 s 60                  | 12e temps des demi-finales 1 min 57 s 18 |                         |
| 400 m nage libre     | —                    | 10e temps des séries 4 min 8 s 99        | 27e temps des séries 4 min 15 s 62 | 11e temps des séries 4 min 8 s 62 | 13e temps des séries 4 min 9 s 65        |                         |
| 4 × 200 m nage libre | Argent 7 min 54 s 06 | Participe aux séries                     | 5e 7 min 46 s 85                   | Argent 7 min 47 s 42              | Argent 7 min 47 s 08                     |                         |
| 4 × 100 m nage libre | —                    | —                                        | —                                  | —                                 | —                                        | Or Participe aux séries |

| Épreuve              | Édition                            | Édition                     |
| Épreuve              | Shanghai 2006                      | Manchester 2008             |
| 200 m nage libre     | 10e temps des séries 1 min 59 s 30 | —                           |
| 400 m nage libre     | Argent 4 min 3 s 29                | 4e 4 min 1 s 26             |
| 4 × 100 m nage libre | —                                  | Argent Participe aux séries |
| 4 × 200 m nage libre | Or 7 min 46 s 96                   | Bronze 7 min 39 s 01        |

### Championnats pan-pacifiques et Jeux du Commonwealth
| Épreuve              | Jeux du Commonwealth | Jeux du Commonwealth               | Championnats pan-pacifiques | Championnats pan-pacifiques        |
| Épreuve              | Melbourne 2006       | Delhi 2010                         | Victoria 2006               | Irvine 2010                        |
| 100 m nage libre     | —                    | —                                  | —                           | 32e temps des séries 56 s 01       |
| 200 m nage libre     | 4e 1 min 59 s 33     | 10e temps des séries 2 min 0 s 37  | Bronze 1 min 58 s 59        | 30e temps des séries 2 min 4 s 85  |
| 400 m nage libre     | Bronze 4 min 8 s 65  | 10e temps des séries 4 min 17 s 06 | 5e 4 min 8 s 68             | 18e temps des séries 4 min 15 s 96 |
| 4 × 200 m nage libre | Or 7 min 56 s 68     | Or 7 min 53 s 71                   | Argent 7 min 58 s 00        | —                                  |

## Records

### Records personnels
| Épreuve          | Temps         | Compétition              | Lieu              | Date         |
| 200 m nage libre | 1 min 55 s 74 | Championnats d'Australie | Sydney, Australie | 3 avril 2011 |
| 400 m nage libre | 4 min 4 s 16  | Jeux olympiques          | Pékin, Chine      | 10 août 2008 |

| Épreuve          | Temps         | Compétition              | Lieu                | Date            |
| 200 m nage libre | 1 min 54 s 83 | Championnats d'Australie | Brisbane, Australie | 18 juillet 2010 |
| 400 m nage libre | 3 min 59 s 94 | Coupe du monde           | Sydney, Australie   | 3 novembre 2007 |